# Campionati mondiali di sollevamento pesi 2018 - 81 kg maschile
Le gare di sollevamento pesi della categoria fino a 81 kg maschile — pesi medi — dei campionati mondiali del 2018 si sono svolte dal 4 al 5 novembre 2018 ad Aşgabat presso la Weightlifting Arena dell'Aşgabat Olympic Complex.

## Programma
L'orario indicato corrisponde a quello turkmeno (UTC+05:00)
| Data            | Orario | Evento   |
| --------------- | ------ | -------- |
| 4 novembre 2018 | 08:00  | Gruppo D |
| 5 novembre 2018 | 10:00  | Gruppo C |
| 5 novembre 2018 | 12:00  | Gruppo B |
| 5 novembre 2018 | 17:25  | Gruppo A |

## Medagliati
Per ciascun esercizio, i primi tre classificati sono i seguenti:
| Esercizio | Oro          | Oro    | Argento      | Argento | Bronzo       | Bronzo |
| --------- | ------------ | ------ | ------------ | ------- | ------------ | ------ |
| Strappo   | Mohamed Ihab | 173 kg | Lü Xiaojun   | 172 kg  | Li Dayin     | 168 kg |
| Slancio   | Li Dayin     | 204 kg | Lü Xiaojun   | 202 kg  | Mohamed Ihab | 200 kg |
| Totale    | Lü Xiaojun   | 374 kg | Mohamed Ihab | 373 kg  | Li Dayin     | 372 kg |

## Record
Prima di questa competizione, i record mondiali esistenti erano i seguenti:
| Record mondiale | Strappo | Mondiale standard | 170 kg | — | 1º novembre 2018 |
| Record mondiale | Slancio | Mondiale standard | 206 kg | — | 1º novembre 2018 |
| Record mondiale | Totale  | Mondiale standard | 368 kg | — | 1º novembre 2018 |

## Risultati
| Pos. | Atleta                    | Gr. | Peso atleta | Strappo (kg) | Strappo (kg) | Strappo (kg) | Strappo (kg) | Slancio (kg) | Slancio (kg) | Slancio (kg) | Slancio (kg) | Totale |
| Pos. | Atleta                    | Gr. | Peso atleta | 1            | 2            | 3            | Pos.         | 1            | 2            | 3            | Pos.         | Totale |
| ---- | ------------------------- | --- | ----------- | ------------ | ------------ | ------------ | ------------ | ------------ | ------------ | ------------ | ------------ | ------ |
|      | Lü Xiaojun (CHN)          | A   | 80.41       | 165          | 170          | 172          |              | 197          | 202          | 205          |              | 374    |
|      | Mohamed Ihab (EGY)        | A   | 80.72       | 165          | 170          | 173          |              | 196          | 200          | 203          |              | 373    |
|      | Li Dayin (CHN)            | A   | 80.81       | 163          | 168          | 172          |              | 193          | 198          | 204          |              | 372    |
| 4    | Rejepbaý Rejepow (TKM)    | A   | 80.74       | 160          | 166          | 166          | 5            | 196          | 197          | 203          | 5            | 363    |
| 5    | Pjotr Asajonak (BLR)      | A   | 80.65       | 161          | 166          | 167          | 4            | 190          | 190          | 197          | 10           | 357    |
| 6    | Harrison Maurus (USA)     | A   | 80.31       | 150          | 154          | 157          | 7            | 191          | 195          | 200          | 4            | 357    |
| 7    | Nico Müller (GER)         | B   | 80.71       | 148          | 153          | 156          | 9            | 187          | 192          | 196          | 6            | 348    |
| 8    | Safaa Rashed (IRQ)        | A   | 80.99       | 150          | 155          | 155          | 11           | 191          | 196          | 201          | 9            | 346    |
| 9    | Hugo Montes (COL)         | B   | 80.54       | 154          | 154          | 157          | 15           | 185          | 191          | 196          | 7            | 345    |
| 10   | Andrés Mata (ESP)         | B   | 80.40       | 150          | 154          | 156          | 12           | 184          | 187          | 191          | 8            | 345    |
| 11   | Ritvars Suharevs (LAT)    | B   | 80.75       | 153          | 156          | 159          | 6            | 184          | 185          | 191          | 15           | 344    |
| 12   | Max Lang (GER)            | B   | 80.74       | 150          | 154          | 157          | 14           | 180          | 185          | 190          | 14           | 339    |
| 13   | Addriel La O (CUB)        | B   | 80.43       | 148          | 153          | 156          | 16           | 180          | 180          | 185          | 16           | 338    |
| 14   | Ihar Lozka (BLR)          | C   | 79.58       | 140          | 145          | 148          | 25           | 180          | 188          | 191          | 11           | 336    |
| 15   | Renson Balza (VEN)        | B   | 80.59       | 150          | 154          | 156          | 13           | 182          | 185          | 185          | 20           | 336    |
| 16   | Junder Bejtula (BUL)      | B   | 80.70       | 143          | 148          | 149          | 23           | 183          | 188          | 189          | 17           | 332    |
| 17   | Razmik Unanjan (RUS)      | C   | 80.95       | 143          | 147          | 150          | 20           | 175          | 181          | 187          | 21           | 331    |
| 18   | Olfides Sáez (CUB)        | B   | 80.74       | 148          | 148          | 153          | 27           | 183          | 183          | 183          | 18           | 331    |
| 19   | Aidar Kazov (KAZ)         | B   | 80.87       | 145          | 150          | 150          | 31           | 186          | 190          | 190          | 12           | 331    |
| 20   | Alex Bellemarre (CAN)     | D   | 80.49       | 148          | 152          | 156          | 17           | 174          | 178          | 184          | 26           | 330    |
| 21   | Ahmed Farooq (IRQ)        | C   | 78.98       | 141          | 145          | 145          | 30           | 180          | 185          | 187          | 13           | 330    |
| 22   | Viktor Getts (RUS)        | B   | 80.47       | 150          | 155          | 155          | 21           | 180          | —            | —            | 23           | 330    |
| 23   | Erkand Qerimaj (ALB)      | B   | 80.60       | 150          | 150          | —            | 22           | 180          | —            | —            | 24           | 330    |
| 24   | Ihor Konotop (UKR)        | C   | 80.02       | 145          | 145          | 148          | 26           | 179          | 184          | 184          | 25           | 327    |
| 25   | You Jae-sik (KOR)         | C   | 80.79       | 145          | 150          | 157          | 19           | 175          | 182          | 182          | 29           | 325    |
| 26   | Ajay Singh (IND)          | D   | 80.88       | 143          | 148          | 148          | 24           | 174          | 174          | 183          | 31           | 322    |
| 27   | Takehiro Kasai (JPN)      | C   | 79.88       | 140          | 140          | 145          | 38           | 180          | 180          | 181          | 22           | 321    |
| 28   | Richard Tkáč (SVK)        | C   | 80.85       | 138          | 142          | 145          | 29           | 171          | 175          | 175          | 30           | 320    |
| 29   | Jack Oliver (GBR)         | D   | 80.40       | 138          | 142          | 143          | 33           | 168          | 172          | 176          | 28           | 319    |
| 30   | Karol Samko (SVK)         | C   | 80.79       | 137          | 140          | 140          | 40           | 182          | 182          | —            | 19           | 319    |
| 31   | Bastián López (CHI)       | D   | 80.53       | 132          | 136          | 140          | 37           | 170          | 177          | 180          | 27           | 317    |
| 32   | Daýanç Aşyrow (TKM)       | C   | 80.92       | 142          | 146          | 147          | 28           | 170          | 175          | 175          | 36           | 317    |
| 33   | Pornchai Lobsi (THA)      | D   | 79.41       | 135          | 140          | 143          | 32           | 165          | 170          | 173          | 33           | 316    |
| 34   | Chiang Tsung-han (TPE)    | C   | 79.60       | 139          | 142          | 145          | 35           | 173          | 178          | 178          | 34           | 315    |
| 35   | Omed Alam (DEN)           | C   | 79.76       | 135          | 139          | 141          | 36           | 165          | 170          | 174          | 32           | 315    |
| 36   | Seán Brown (IRL)          | D   | 80.62       | 138          | 142          | 142          | 39           | 160          | 167          | 173          | 37           | 305    |
| 37   | Kanan Aliguliyev (AZE)    | D   | 79.18       | 125          | 130          | 130          | 43           | 160          | 165          | 170          | 35           | 300    |
| 38   | Sami Köngäs (FIN)         | D   | 80.90       | 125          | 128          | 130          | 44           | 160          | 163          | 168          | 38           | 291    |
| 39   | Lyle du Plooy (RSA)       | D   | 80.38       | 120          | 125          | 125          | 45           | 140          | 147          | 147          | 40           | 260    |
| 40   | Einar Jónsson (ISL)       | D   | 74.87       | 107          | 111          | 120          | 46           | 140          | 145          | 150          | 39           | 251    |
| 41   | Arbnor Krasniqi (KOS)     | D   | 80.37       | 102          | 105          | 107          | 47           | 130          | 134          | 137          | 41           | 235    |
| 42   | Hamad Al-Breiki (UAE)     | D   | 74.98       | 60           | 65           | 70           | 48           | 75           | 82           | 85           | 42           | 150    |
| —    | Kim Woo-jae (KOR)         | B   | 80.51       | 155          | 156          | 163          | 8            | 190          | 190          | 190          | —            | —      |
| —    | Daniel Godelli (ALB)      | A   | 80.52       | 156          | 162          | 162          | 10           | 186          | 186          | 186          | —            | —      |
| —    | Krzysztof Zwarycz (POL)   | A   | 80.93       | 152          | 156          | 156          | 18           | 190          | 190          | 191          | —            | —      |
| —    | Alberto Fernández (ESP)   | C   | 80.61       | 143          | 148          | 148          | 34           | 172          | —            | —            | —            | —      |
| —    | Amar Musić (CRO)          | D   | 81.00       | 135          | 135          | 140          | 41           | —            | —            | —            | —            | —      |
| —    | Daniel Chertkov (ISR)     | C   | 80.32       | 135          | 140          | 140          | 42           | 175          | 175          | 175          | —            | —      |
| —    | Andranik Karapetyan (ARM) | A   | 80.61       | 171          | 171          | 171          | —            | —            | —            | —            | —            | —      |
| —    | Ivan Markov (BUL)         | A   | 80.34       | 161          | 161          | 161          | —            | 192          | 193          | 195          | —            | —      |